# Laksárújfalu
Laksárújfalu (szlovákul Lakšárska Nová Ves, németül Laxar-Neudorf) község Szlovákiában, a Nagyszombati kerületben, a Szenicei járásban. Pálffytelek tartozik hozzá.

## Fekvése
Szenicétől 24 km-re délnyugatra fekszik.

## Története
A régészeti leletek alapján a község területe már a korai középkorban lakott volt, a 8. században szláv település állt ezen a részen.
A falut 1296-ban "Allaxar" néven említik először, 1392-ben Éleskő várának tartozéka volt. 1665-ben 28 család élt a településen. 1720-ban két malom is működött itt. A 18-19. században birtokosai a Batthyány, Zichy, Jeszenák és Hohenlohe családok voltak. Lakói kenderből szőttek vásznat.
Vályi András szerint "Laxa-Újfalu. Tót falu Pozsony Várm. földes Urai Gr. Batthyáni, és B. Jeszenák Uraságok, lakosai katolikusok, fekszik Laxa-vize folyása mellett; határja 2 nyomásbéli, rozsot, és kendert leginkább terem; szőleje nints, búzát, és zabot sem terem, erdeje van, piatza Sassinban."
Fényes Elek szerint "Ujfalu (Laksár), Poson m. tót falu, a Bur erdejében, Sasvárhoz délre egy mfd. Számlál 1270 kath., 50 zsidó lak. Kath. paroch. templom. Tágas határa homokos, de jól mivelt; kendert, rozsot, lent, kolompért sokat terem; roppant erdejének egy része fenyves; rétje elég. Vizimalmai is vannak. F. u. gróf Battyányi János örökösei."
A trianoni békeszerződésig Pozsony vármegye Malackai járásához tartozott. A település Laksár és Újfalu egyesítéséből jött létre.

## Népessége
| Év:            | 1994. | 2004.   | 2014.   | 2024.   |
| -------------- | ----- | ------- | ------- | ------- |
| Emberek száma: | 996   | 1025    | 1077    | 1099    |
| Eltérés:       |       | +2,91 % | +5,07 % | +2,04 % |

| Év:            | 2023. | 2024.   |
| -------------- | ----- | ------- |
| Emberek száma: | 1103  | 1099    |
| Eltérés:       |       | -0,36 % |

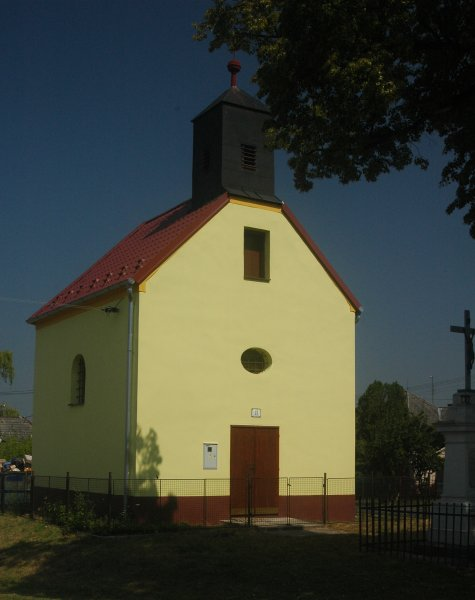
A kápolna

1910-ben 1301, túlnyomórészt szlovák lakosa volt.
2001-ben 1031 lakosából 1001 szlovák volt.
2011-ben 1063 lakosából 1004 szlovák.

## Neves személyek
- Itt született 1906-ban Otomar Kubala A Hlinka Néppárt tagja, a Hlinka Gárda helyettes vezetője, majd a Szlovák Nemzeti Felkelés kitörését követően fővezére. 1946-ban kivégezték.
- Itt szolgált 1876–1877-ban Agnelli József növénynemesítő, római katolikus pap.

## Nevezetességei
- Szent Lőrinc tiszteletére szentelt római katolikus temploma 1729-ben épült barokk stílusban.
- Szent Simon kápolna.
- Pálffyteleken Szent Miklós tiszteletére szentelt harangtorony.
- Határában 1966-ban 119 hektáros halastavat létesítettek.

## Külső hivatkozások
- Községinfó
- Travelatlas.sk
- Laksárújfalu Szlovákia térképén
- Információk a községről
- E-obce.sk Archiválva 2008. február 7-i dátummal a Wayback Machine-ben